# Liste kantonaler Volksabstimmungen des Kantons Schwyz
Die Liste kantonaler Volksabstimmungen des Kantons Schwyz zeigt alle Volksabstimmungen des Kantons Schwyz von 2006 bis 2019.

## Abstimmungen
An mit «keine kantonalen Abstimmungen» vermerkten Tagen fanden entweder eidgenössische Abstimmungen oder kantonale Wahlen statt, ohne dass eine kantonale Abstimmung vorlag.

### 2019
| Datum      | Titel der Vorlage                                                                                     | Anteil Ja-Stimmen | Resultat   |
| ---------- | --- | ----------------- | ---------- |
| 24.11.2019 | Kantonsschule Ausserschwyz (KSA): Ausgabenbewilligung für die Realisierung von Neubauten in Pfäffikon | 44,6 %            | Abgelehnt  |
| 19.05.2019 | Transparenzgesetz (TPG) vom 6. Februar 2019                                                           | 54,4 %            | Angenommen |
| 10.02.2019 | keine kantonalen Abstimmungen                                                                         |                   |            |

### 2018
| Datum      | Titel der Vorlage                                                                | Anteil Ja-Stimmen | Resultat   |
| ---------- | -------------------------------------------------------------------------------- | ----------------- | ---------- |
| 25.11.2018 | keine kantonalen Abstimmungen                                                    |                   |            |
| 23.09.2018 | keine kantonalen Abstimmungen                                                    |                   |            |
| 10.06.2018 | Ausgabenbewilligung für den Kauf der Liegenschaft "Biberhof" in Biberbrugg       | 59,1 %            | Angenommen |
| 04.03.2018 | Kantonsratsbeschluss über die Prämienverbilligung in der Krankenversicherung     | 56,2 %            | Angenommen |
| 04.03.2018 | Initiative «Für die Offenlegung der Politikfinanzierung (Transparenzinitiative)» | 50,3 %            | Angenommen |

### 2017
| Datum      | Titel der Vorlage                                                                                               | Anteil Ja-Stimmen | Resultat   |
| ---------- | --- | ----------------- | ---------- |
| 24.09.2017 | Aufhebung des Gesetzes über die Wohnbau- und Eigentumsförderung                                                 | 56,4 %            | Angenommen |
| 24.09.2017 | Kündigung der Vereinbarung über die interkantonale Zusammenarbeit im Bereich überregionaler Kultureinrichtungen | 55,9 %            | Angenommen |
| 21.05.2017 | Initiative «PlusEnergiehaus - das Kraftwerk für den Kanton Schwyz»                                              | 30,1 %            | Abgelehnt  |
| 21.05.2017 | Initiative «Keine Bevormundung der Bürger und Gemeinden»                                                        | 48,6 %            | Abgelehnt  |
| 12.02.2017 | Initiative «Ja zu einer gerechten Dividendenbesteuerung»                                                        | 44,6 %            | Abgelehnt  |
| 12.02.2017 | Initiative «Ja zu einer gerechten Steuerentlastung»                                                             | 44,8 %            | Abgelehnt  |

### 2016
| Datum      | Titel der Vorlage                                                       | Anteil Ja-Stimmen | Resultat   |
| ---------- | ----------------------------------------------------------------------- | ----------------- | ---------- |
| 27.11.2016 | keine kantonalen Abstimmungen                                           |                   |            |
| 25.09.2016 | Initiative «Für eine flächendeckende Präsenz der Schwyzer Kantonalbank» | 17,9 %            | Abgelehnt  |
| 25.09.2016 | Teilrevision des Steuergesetzes                                         | 21,2 %            | Abgelehnt  |
| 05.07.2016 | Initiative «Axen vors Volk - Für Sicherheit ohne Luxustunnel»           | 37,2 %            | Abgelehnt  |
| 05.07.2016 | Teilrevision des Wahl- und Abstimmungsgesetzes                          | 66,4 %            | Angenommen |
| 28.02.2016 | Beitritt zur Vereinbarung über die Hochschule Rapperswil                | 62,6 %            | Angenommen |

### 2015
| Datum      | Titel der Vorlage                                                       | Anteil Ja-Stimmen | Resultat   |
| ---------- | ----------------------------------------------------------------------- | ----------------- | ---------- |
| 29.11.2015 | keine kantonalen Abstimmungen                                           |                   |            |
| 18.10.2015 | keine kantonalen Abstimmungen                                           |                   |            |
| 14.07.2015 | keine kantonalen Abstimmungen                                           |                   |            |
| 08.03.2015 | Initiative "Steuerfuss vor das Volk"                                    | 32,7 %            | Abgelehnt  |
| 08.03.2015 | Kantonsratswahlverfahren: Majorzinitiative                              | 44,3 %            | Abgelehnt  |
| 08.03.2015 | Kantonsratswahlverfahren: Gegenvorschlag Kantonsproporz                 | 53,5 %            | Angenommen |
| 08.03.2015 | Kantonsratswahlverfahren: Stichfrage (Ein Ja entspricht der Initiative) | 44,9 %            | Abgelehnt  |

### 2014
| Datum      | Titel der Vorlage                           | Anteil Ja-Stimmen | Resultat  |
| ---------- | ------------------------------------------- | ----------------- | --------- |
| 30.11.2014 | Initiative «Für faire Vermögenssteuerwerte» | 44,6 %            | Abgelehnt |
| 30.11.2014 | Initiative «Für faire Eigenmietwerte»       | 49,0 %            | Abgelehnt |
| 29.09.2014 | keine kantonalen Abstimmungen               |                   |           |
| 18.05.2014 | keine kantonalen Abstimmungen               |                   |           |
| 18.05.2014 | keine kantonalen Abstimmungen               |                   |           |

### 2013
| Datum      | Titel der Vorlage                                                         | Anteil Ja-Stimmen | Resultat   |
| ---------- | ------------------------------------------------------------------------- | ----------------- | ---------- |
| 24.11.2013 | keine kantonalen Abstimmungen                                             |                   |            |
| 22.09.2013 | keine kantonalen Abstimmungen                                             |                   |            |
| 09.06.2013 | keine kantonalen Abstimmungen                                             |                   |            |
| 03.03.2013 | Sanierung Turnhalle und Schulraumerweiterung Berufsbildungszentrum Goldau | 73,5 %            | Angenommen |

### 2012
| Datum      | Titel der Vorlage                                                                                      | Anteil Ja-Stimmen | Resultat   |
| ---------- | --- | ----------------- | ---------- |
| 25.11.2012 | keine kantonalen Abstimmungen                                                                          |                   |            |
| 23.09.2012 | Einführungsgesetz zum Bundesgesetz über die Familienzulagen                                            | 72,2 %            | Angenommen |
| 23.09.2012 | Anpassung der Aufgaben- und Lastenverteilung zwischen dem Kanton sowie den Bezirken und Gemeinden      | 41,8 %            | Abgelehnt  |
| 23.09.2012 | Verpflichtungskredit von Fr. 8 000 000.- an die Restaurierungsarbeiten 2013–2022 im Kloster Einsiedeln | 60,9 %            | Angenommen |
| 17.06.2012 | Prämienverbilligung in der Krankenpflegeversicherung                                                   | 76,2 %            | Angenommen |
| 17.06.2012 | Verpflichtungskredit für die Übernahme des Werkhofs Ingenbohl                                          | 71,5 %            | Angenommen |
| 17.06.2012 | Verpflichtungskredit für die Planung eines Neubaus des Heilpädagogischen Zentrums Innerschwyz          | 73,7 %            | Angenommen |
| 11.03.2012 | keine kantonalen Abstimmungen                                                                          |                   |            |

### 2011
| Datum      | Titel der Vorlage                                                              | Anteil Ja-Stimmen | Resultat   |
| ---------- | ------------------------------------------------------------------------------ | ----------------- | ---------- |
| 27.11.2011 | Initiative «Sonnen- und Holzenergie für unsere Kinder»                         | 36,90 %           | Abgelehnt  |
| 27.11.2011 | Initiative «Familien stärken - Ja zu Ergänzungsleistungen für Familien»        | 34,90 %           | Abgelehnt  |
| 27.11.2011 | Totalrevision des Bürgerrechtsgesetzes                                         | 69,60 %           | Angenommen |
| 27.11.2011 | Kantonales Gesetz über die Motorfahrzeugabgaben                                | 60,20 %           | Angenommen |
| 27.11.2011 | Verpflichtungskredit für die Planung eines Neubaus des Verkehrsamtes in Tuggen | 49,50 %           | Abgelehnt  |
| 15.05.2011 | Verfassung des Kantons Schwyz                                                  | 59,8 %            | Angenommen |
| 15.05.2011 | Änderung des Gesetzes über die Organisation der Bezirke und Gemeinden          | 62,3 %            | Angenommen |
| 13.02.2011 | keine kantonalen Abstimmungen                                                  |                   |            |

### 2010
| Datum      | Titel der Vorlage                     | Anteil Ja-Stimmen | Resultat   |
| ---------- | ------------------------------------- | ----------------- | ---------- |
| 28.11.2010 | keine kantonalen Abstimmungen         |                   |            |
| 26.09.2010 | Gesetz über die Schwyzer Kantonalbank | 87,8 %            | Angenommen |
| 13.06.2010 | keine kantonalen Abstimmungen         |                   |            |
| 07.03.2010 | keine kantonalen Abstimmungen         |                   |            |

### 2009
| Datum      | Titel der Vorlage                                                                                     | Anteil Ja-Stimmen | Resultat   |
| ---------- | --- | ----------------- | ---------- |
| 29.11.2009 | Kantonales Energiegesetz                                                                              | 67,8 %            | Angenommen |
| 29.11.2009 | Initiative «Für eine aktive Schwyzer Energiepolitik - Mehr Energieeffizienz und erneuerbare Energien» | 47,0 %            | Abgelehnt  |
| 29.11.2009 | Teilrevision des Gesetzes über die Förderung des öffentlichen Verkehrs                                | 76,1 %            | Angenommen |
| 27.09.2009 | Gesetz über das E-Government                                                                          | 64,9 %            | Angenommen |
| 27.09.2009 | Totalrevision des Enteignungsgesetzes                                                                 | 66,5 %            | Angenommen |
| 17.05.2009 | Teilrevision des Steuergesetzes                                                                       | 67,8 %            | Angenommen |
| 17.05.2009 | Verpflichtungskredit für das Berufsbildungszentrum Goldau                                             | 75,7 %            | Angenommen |
| 08.02.2009 | keine kantonalen Abstimmungen                                                                         |                   |            |

### 2008
| Datum      | Titel der Vorlage                                                    | Anteil Ja-Stimmen | Resultat   |
| ---------- | -------------------------------------------------------------------- | ----------------- | ---------- |
| 30.11.2008 | keine kantonalen Abstimmungen                                        |                   |            |
| 28.09.2008 | Initiativbegehren HEV betreffend Abschaffung der Handänderungssteuer | 54,90 %           | Angenommen |
| 28.09.2008 | Gesetz zum Bundesgesetz über die Ausländer und zum Asylgesetz        | 67,60 %           | Angenommen |
| 28.09.2008 | Einführungsgesetz zum Bundesgesetz über die Familienzulagen          | 79,90 %           | Angenommen |
| 01.06.2008 | keine kantonalen Abstimmungen                                        |                   |            |
| 24.02.2008 | Öffentlichkeit und Datenschutz                                       | 73,33 %           | Angenommen |
| 24.02.2008 | Regelung des Pfandleihgewerbes                                       | 76,10 %           | Angenommen |
| 24.02.2008 | Revision der Gerichtsordnung                                         | 58,97 %           | Angenommen |

### 2007
| Datum      | Titel der Vorlage                                             | Anteil Ja-Stimmen | Resultat   |
| ---------- | ------------------------------------------------------------- | ----------------- | ---------- |
| 25.11.2007 | Initiativbegehren «für weniger Bürokratie»                    | 60,48 %           | Angenommen |
| 25.11.2007 | Gesetz über die Prämienverbilligung                           | 85,50 %           | Angenommen |
| 25.11.2007 | Änderung des Planungs- und Baugesetzes                        | 83,40 %           | Angenommen |
| 17.06.2007 | Geheime Wahlen und Abstimmungen - Kantonsverfassung           | 62,64 %           | Angenommen |
| 17.06.2007 | Geheime Wahlen und Abstimmungen - Gemeindeorganisationsgesetz | 62,50 %           | Angenommen |
| 17.06.2007 | Umsetzung NFA - Erlasse mit obligatorischem Referendum        | 75,73 %           | Angenommen |
| 17.06.2007 | Umsetzung NFA - Ergänzungsleistungen zur AHV/IV               | 80,66 %           | Angenommen |
| 17.06.2007 | Umsetzung NFA - Familienzulagen in der Landwirtschaft         | 72,70 %           | Angenommen |
| 17.06.2007 | Gesetz über soziale Einrichtungen                             | 69,52 %           | Angenommen |
| 11.03.2007 | keine kantonalen Abstimmungen                                 |                   |            |

### 2006
| Datum      | Titel der Vorlage                                                     | Anteil Ja-Stimmen | Resultat   |
| ---------- | --------------------------------------------------------------------- | ----------------- | ---------- |
| 26.11.2006 | Teilrevision der Kantonsverfassung über die G-Reform                  | 40,44 %           | Abgelehnt  |
| 24.09.2006 | keine kantonalen Abstimmungen                                         |                   |            |
| 21.05.2006 | Änderung der Kantonsverfassung - Organisation der kantonalen Gerichte | 74,17 %           | Angenommen |